# Hylarana erythraea
Hylarana erythraea är en groddjursart som först beskrevs av Hermann Schlegel 1837.  Hylarana erythraea ingår i släktet Hylarana och familjen egentliga grodor. IUCN kategoriserar arten globalt som livskraftig. Inga underarter finns listade i Catalogue of Life.